# Június 22.
Június 22. az év 173. (szökőévben 174.) napja a Gergely-naptár szerint. Az évből még 192 nap van hátra.
Névnapok: Paulina + Akács, Ákos, Albin, Albina, Alvina, Horácia, Józsiás, Józsua, Józsué, Kriszta, Krisztabella, Krisztiána, Krisztin, Krisztina, Lambert, Rozvita, Tamás, Tinka

## Események
- I. e. 168 – A Püdnai csata: Lucius Aemilius Paullus Macedonicus legyőzi és elfogja Perszeusz makedón királyt, ezzel véget ér a harmadik római–makedón háború .
- 813 – Krum bolgár kán a hadrianopoliszi csatában legyőzi I. Mikhaél bizánci császárt.
- 1593 – A horvát és császári erőkből álló keresztény sereg Sziszeknél nagy győzelmet arat Hasszán boszniai pasa török serege felett.
- 1633 – Galileo Galilei az inkvizíció kényszerítésére visszavonja nézeteit arról, hogy a Föld kering a Nap körül.
- 1940 – A compiègne-i fegyverszünet: Franciaország nevében Huntziger tábornok aláírja a kapitulációt a német csapatok előtt.
- 1941 – Németország lerohanja a Szovjetuniót, megnyílik a második világháború keleti frontja.
- 1944 – Bagratyion-hadművelet: Nagyszabású szovjet támadás a keleti fronton.
- 1978 – James W. Christy amerikai csillagász felfedezi a Charont, a Pluto legnagyobb holdját.
- 1983 – Sújtólégrobbanás az oroszlányi Márkushegy szénbányában. 37 bányász életét veszti.
- 1988 – Az EU engedélyezi a tujontartalmú szeszek gyártását (35 mg/kg), így újra hódíthat az abszint.
- 1990 – 44 éves fennállása után lebontották a berlini Checkpoint Charlie határellenőrző állomást.
- 1992 – Dél-Erdélyben, a Hunyad megyei Vaskapu-hágóban románok munkagéppel ledöntik Hunyadi János 1442. szeptember 6-án kivívott zajkányi győzelmének utolsó, 1896-ban állított emlékművét. A négyméteres öntöttvas buzogányt 1993-ban az osztrói tóban megtalálják, és a várhelyi múzeumba mentik. Innen 1994-ben ellopják.
- 1994 – Andrej Kozirjev orosz külügyminiszter látogatást tesz a NATO–központban, hogy aláírja a PfP keretdokumentumot és megbeszélést folytasson a Észak-atlanti Tanáccsal.

## Sportesemények
Labdarúgás
- 1980 – Az NSZK csapata 2-1-es győzelmet arat a római olimpiai stadionban rendezett EB-döntőn Belgium válogatottja fölött.

Formula–1
- 1952 –  belga nagydíj, Spa-Francorchamps - Győztes:  Alberto Ascari (Ferrari)
- 1975 –  holland nagydíj, Zandvoort - Győztes:  James Hunt (Hesketh Ford)
- 1986 –  amerikai nagydíj, Detroit - Győztes:  Ayrton Senna (Lotus Renault Turbo)
- 2008 –  francia nagydíj, Magny-Cours - Győztes:  Felipe Massa (Ferrari)
- 2014 –  osztrák nagydíj, Red Bull Ring - Győztes:  Nico Rosberg (Mercedes)

## Születések
- 1399 – Erzsébet, Jagelló litván nagyherceg, II. Ulászló néven lengyel király és I. (Anjou) Hedvig lengyel királynő egyetlen gyermeke († 1399)
- 1744 – Johann Christian Polycarp Erxleben német biológus, a német állatorvostan úttörője († 1777)
- 1767 – Wilhelm von Humboldt porosz államférfi, korszakalkotó nyelvész, esztéta († 1835)
- 1784 – Kerekes Ferenc magyar matematikus, református főiskolai tanár, az MTA levelező tagja († 1850)
- 1825 – Duka Tivadar magyar orvos, India-kutató, Kőrösi Csoma Sándor hagyatékának feldolgozója († 1908)
- 1836 – Bodenburg Lina magyar színésznő, énekesnő, a népszínművek első jelentős tolmácsolója († 1859)
- 1837 – Paul Morphy amerikai sakkozó, az első nem hivatalos sakkvilágbajnok († 1884)
- 1850 – Goldziher Ignác magyar orientalista, sémi filológus († 1921)
- 1882 – Somlyó Zoltán magyar költő, műfordító († 1937)
- 1887 – Julian Huxley angol biológus, zoológus, szakíró († 1975)
- 1892 – Telmányi Emil magyar hegedűművész, a Bach-vonó feltalálója († 1988)
- 1892 – Lovag Robert von Greim német repülőtiszt, tábornagy, II. világháborús parancsnok († 1945)
- 1898 – Erich Maria Remarque német író († 1970)
- 1902 – Andics Erzsébet magyar kommunista pártmunkás, politikus, történész, az MTA tagja († 1986)
- 1907 – Vogel Eric magyar díszlet- és jelmeztervező, grafikus, festő († 1996)
- 1913 – Weöres Sándor Kossuth-díjas magyar író, költő, drámaíró († 1989)
- 1915 – Robert Montgomerie-Charrington brit autóversenyző († 2007)
- 1917 – George Fonder amerikai autóversenyző († 1958)
- 1920 – Major Ida magyar színésznő, énekesnő, bábművész († 2005)
- 1922 – Viola Mihály magyar színművész († 1981)
- 1922 – Fáry István magyar–amerikai matematikus († 1984)
- 1936 – Kris Kristofferson, amerikai színész, énekes († 2024)
- 1943 – Bilicsi Mária magyar színésznő († 1994)
- 1943 – Klaus Maria Brandauer osztrák színész, rendező
- 1946 – Kay Redfield Jamison amerikai pszichológus, pszichiáterprofesszor
- 1947 – Nógrádi Gábor magyar író, költő
- 1948 – Cserháti Zsuzsa magyar énekesnő († 2003)
- 1949 – Meryl Streep háromszoros Oscar-díjas és nyolcszoros Golden Globe-díjas amerikai színésznő
- 1952 – Graham Greene, kanadai származású amerikai színész
- 1956 – Tim Russ, amerikai színész
- 1960 – Adam Schiff amerikai politikus
- 1962 – Campino Andreas Frege német énekes, a Die Toten Hosen együttes frontembere
- 1963 – Morvai Krisztina magyar politikusnő
- 1964 – Fehér Juli magyar színésznő
- 1968 – Molics Zsolt rock/metál-énekes, a Cool Head Klan együttes frontembere († 2021)
- 1970 – Knapik Tamás, a Fiesta együttes gitáros, zeneszerzője
- 1977 – Bernadette Heerwagen német színésznő
- 1980 – Barabás Botond Jászai Mari-díjas magyar színész
- 1984 – Janko Tipsarević, szerb teniszező
- 1985 – Douglas Smith amerikai színész
- 1987 – Joe Dempsie angol színész
- 1993 – Takaró Kristóf magyar színész
- 1997 – Dánielfy Gergely magyar színész, énekes

## Halálozások
- 1891 – Miklósy Gyula magyar színész, rendező (* 1839)
- 1892 – Pierre Ossian Bonnet francia matematikus (* 1819)
- 1898 – Dobay József honvéd ezredes (* 1820)
- 1962 – Uray Tivadar Kossuth-díjas magyar színész (* 1895)
- 1965 – David O. Selznick amerikai filmproducer (* 1902)
- 1968 – Benárd Ágost magyar orvos, keresztényszocialista politikus (* 1880)
- 1969 – Judy Garland (er. Frances Ethel Gumm) amerikai énekes-színésznő (* 1922)
- 1974 – Darius Milhaud francia zeneszerző, a francia Hatok (Les Six) zeneszerzői csoport tagja (* 1892)
- 1976 – Csík Tibor magyar ökölvívó, olimpiai bajnok (* 1927)
- 1979 – Louis Chiron monacói autóversenyző (* 1899)
- 1987 – Fred Astaire (er. Frederick Austerlitz) amerikai táncos, előadóművész (* 1899)
- 1993 – Pat Nixon, az Amerikai Egyesült Államok first ladyje (1969–1974) és second ladyje (1953–1961) (* 1912)
- 2004 – Thomas Gold osztrák származású brit csillagász, a Royal Society és a National Academy of Sciences tagja (* 1920)
- 2013 – Lohinszky Loránd erdélyi magyar színművész (* 1924)
- 2013 – Kautzky Ervin magyar színművész (* 1931)
- 2015 – James Horner Oscar-díjas amerikai filmzeneszerző (* 1953)
- 2018 – Nyers Rezső magyar közgazdász, politikus, az MSZP első elnöke (* 1923)
- 2020 – Joel Schumacher amerikai filmrendező, forgatókönyvíró és producer (* 1939)

## Nemzeti ünnepek, emléknapok, világnapok
- Horvátország: az antifasiszta harc emléknapja. A horvát antifasiszta partizánok felkelése a német és az olasz megszálló erők ellen.